# ミリ波レーダー用特定小電力無線局
ミリ波レーダー用特定小電力無線局（ミリはレーダーようとくていしょうでんりょくむせんきょく）は、特定小電力無線局の一種であるミリ波帯レーダーのことである。

## 定義
総務省令電波法施行規則第6条第4項第2号(11)に、
ミリ波レーダー（ミリメートル波帯の周波数の電波を使用するレーダーであつて、無線標定業務を行うもの（(12)に規定する移動体検知センサーを除く。）用で使用するものであつて、次に掲げる周波数の電波を使用するもの
(一) 60GHzを超え61GHz以下の周波数
(二) 76GHzを超え77GHz以下の周波数
(三) 77GHzを超え81GHz以下の周波数
と定義している。
促音の表記は原文ママ
2020年（令和2年）1月30日現在
総務省告示周波数割当計画では別表9-11に、60.5GHz、76.5GHz、79GHzと規定

している。

## 概要
特定小電力無線局として共通の特徴は、特定小電力無線局#概要を参照。
電波産業会（略称ARIB）が、
- 無線設備規則第49条の14第13号及び関連告示の技術基準を含めて、標準規格「ARIB STD-T48 特定小電力無線局ミリ波レーダー用無線設備」[3]
  - 第13号は上述の(一) 又は(二)
- 無線設備規則第49条の14第14号及び関連告示の技術基準を含めて、標準規格「ARIB STD-T111 79GHz帯高分解能レーダー」[4]
  - 第14号は上述の(三)

を策定している。
車両衝突防止用として車間距離の計測に用いられる。

## 技術基準
| 周波数  | 空中線電力                                                                          | 空中線（アンテナ）の絶対利得 |
| ------- | ----------------------------------------------------------------------------------- | ---------------------------- |
| 60.5GHz | 0.01W以下                                                                           | 40dB以下                     |
| 76.5GHz | 0.01W以下                                                                           | 40dB以下                     |
| 79GHz   | 0.01W以下 但し占有周波数帯幅が2GHz以下の場合は1MHzの帯域幅における平均電力が5μW以下 | 35dB以下                     |

- 混信防止機能
  - 受信した電波の変調その他の特性を識別することにより、自局が発射した電波の反射波と他の無線局が発射した電波を判別できること
  - 60.5GHzおよび76.5GHzは、計測時以外は電波の発射を停止する機能を搭載すること

## 旧技術基準による機器の使用期限
線設備規則のスプリアス発射等の強度の許容値に関する技術基準の改正により、旧技術基準に基づき認証された適合表示無線設備に使用期限が設定
された。
対象となるのは、60.5GHzまたは76.5GHz（定義(一)または(二)のもの）で
- 「平成17年11月30日」[7]までに認証された適合表示無線設備
- 経過措置として、旧技術基準により「平成19年11月30日」までに認証された適合表示無線設備[8]

である。
この期限は、後にコロナ禍により「当分の間」延期
された。
詳細は特定小電力無線局#旧技術基準による機器の使用期限を参照。

## 技適未取得機器を用いた実験等の特例
免許を要しない無線局#第4条の2も参照
電波法施行規則第6条の2の4に規定する機器は、技術基準適合証明を取得していなくても届出から180日以内は、実験等無線局として使用できる。
但し同一目的での期間延長はできない。
ミリ波レーダー用の対象は、定義にある三種類全てである。

## 沿革
1995年（平成7年）
- 特定小電力無線局の一種として制度化[12][13]
  - 周波数は60.5GHzおよび76.5GHzの二種類
  - 呼出名称記憶装置の搭載が義務付けられていたが、メーカー記号と製造番号を送信するもので具体的な使用者を特定できるものではなかった。
- ARIBが「 STD-T48」を制定[3]

1998年（平成10年）- 呼出名称記憶装置の搭載が廃止、混信防止機能の搭載が義務付け

2003年（平成15年）- 電波の利用状況調査で、3.4GHz以上の免許不要局の出荷台数を公表
- 以降、三年周期で公表

2012年（平成24年）
- 79GHzが追加[16][17][18]
- ARIBが「 STD-T111」を制定[4]

2021年（令和元年）- 技適未取得機器を用いた実験等の特例の対象に
2022年（令和4年）- 電波の利用状況調査で、714MHz以上の免許不要局の出荷台数を公表
- 以降、二年周期で公表[20]

### 出荷台数
| 周波数                                              | 平成12年度 | 平成13年度 | 平成14年度                                         | 第2章 電波利用システムごとの調査結果（免許不要局） |
| 60.6GHz                                             | 17         | 11         | 1                                                  | 第2章 電波利用システムごとの調査結果（免許不要局） |
| 76.5GHz                                             | 143        | 106        | 853                                                | 第2章 電波利用システムごとの調査結果（免許不要局） |
| 周波数                                              | 平成15年度 | 平成16年度 | 平成17年度                                         | 第2章 電波利用システムごとの調査結果（免許不要局） |
| 60.5GHz                                             | 2          | 9          | 9                                                  | 第2章 電波利用システムごとの調査結果（免許不要局） |
| 76.5GHz                                             | 2,641      | 4,332      | 4,789                                              | 第2章 電波利用システムごとの調査結果（免許不要局） |
| 周波数                                              | 平成18年度 | 平成19年度 | 平成20年度                                         | 第2章 電波利用システムごとの調査結果（免許不要局） |
| 60-61GHz                                            | 7          | 15         | 26                                                 | 第2章 電波利用システムごとの調査結果（免許不要局） |
| 76-77GHz                                            | 33,337     | 56,961     | 52,967                                             | 第2章 電波利用システムごとの調査結果（免許不要局） |
| 周波数                                              | 平成21年度 | 平成22年度 | 平成23年度                                         | 第2章 電波利用システムごとの調査結果（免許不要局） |
| 60.5GHz                                             | 76,188     | 38,663     | 38,379                                             | 第2章 電波利用システムごとの調査結果（免許不要局） |
| 76.5GHz                                             | 76,188     | 38,663     | 38,379                                             | 第2章 電波利用システムごとの調査結果（免許不要局） |
| 周波数                                              | 平成24年度 | 平成25年度 | 平成26年度                                         | 第2章 電波利用システムごとの調査結果（免許不要局） |
| 60-61GHz                                            | 30         | 34         | 13                                                 | 第2章 電波利用システムごとの調査結果（免許不要局） |
| 76-81GHz                                            | 85,713     | 117,381    | 310,193                                            | 第2章 電波利用システムごとの調査結果（免許不要局） |
| 周波数                                              | 平成27年度 | 平成28年度 | 平成29年度                                         | 第2章 電波利用システムごとの調査結果（免許不要局） |
| 60-61GHz                                            | 142        | 0          | 0                                                  | 第2章 電波利用システムごとの調査結果（免許不要局） |
| 76-77GHz                                            | 1,008,506  | 2,198,628  | 2,543,891                                          | 第2章 電波利用システムごとの調査結果（免許不要局） |
| 77-81GHz                                            | 59         | 121        | 99                                                 | 第2章 電波利用システムごとの調査結果（免許不要局） |
| 周波数                                              | 令和元年度 | 令和2年度  | 出典                                               | 出典                                               |
| 60-61GHz                                            | 9          | 9          | 第2章 電波利用システムごとの調査結果（免許不要局） | 第2章 電波利用システムごとの調査結果（免許不要局） |
| 76-77GHz                                            | 4,200,714  | 4,649,130  | 第2章 電波利用システムごとの調査結果（免許不要局） | 第2章 電波利用システムごとの調査結果（免許不要局） |
| 77-81GHz                                            | 631        | 1,598      | 第2章 電波利用システムごとの調査結果（免許不要局） | 第2章 電波利用システムごとの調査結果（免許不要局） |
| - 周波数の表記は出典の通り - 平成30年度の公表は無し |            |            |                                                    |                                                    |